# 法尔文
法尔文是德国下萨克森州的一个市镇。总面积25.44平方公里，总人口680人，其中男性359人，女性321人（2011年12月31日），人口密度27人/平方公里。